# Anıtkaya, Afyonkarahisar
Anıtkaya là một thị trấn thuộc thành phố Afyonkarahisar, tỉnh Afyonkarahisar, Thổ Nhĩ Kỳ. Dân số thời điểm năm 2011 là 1.92 người.